# Jody Watley

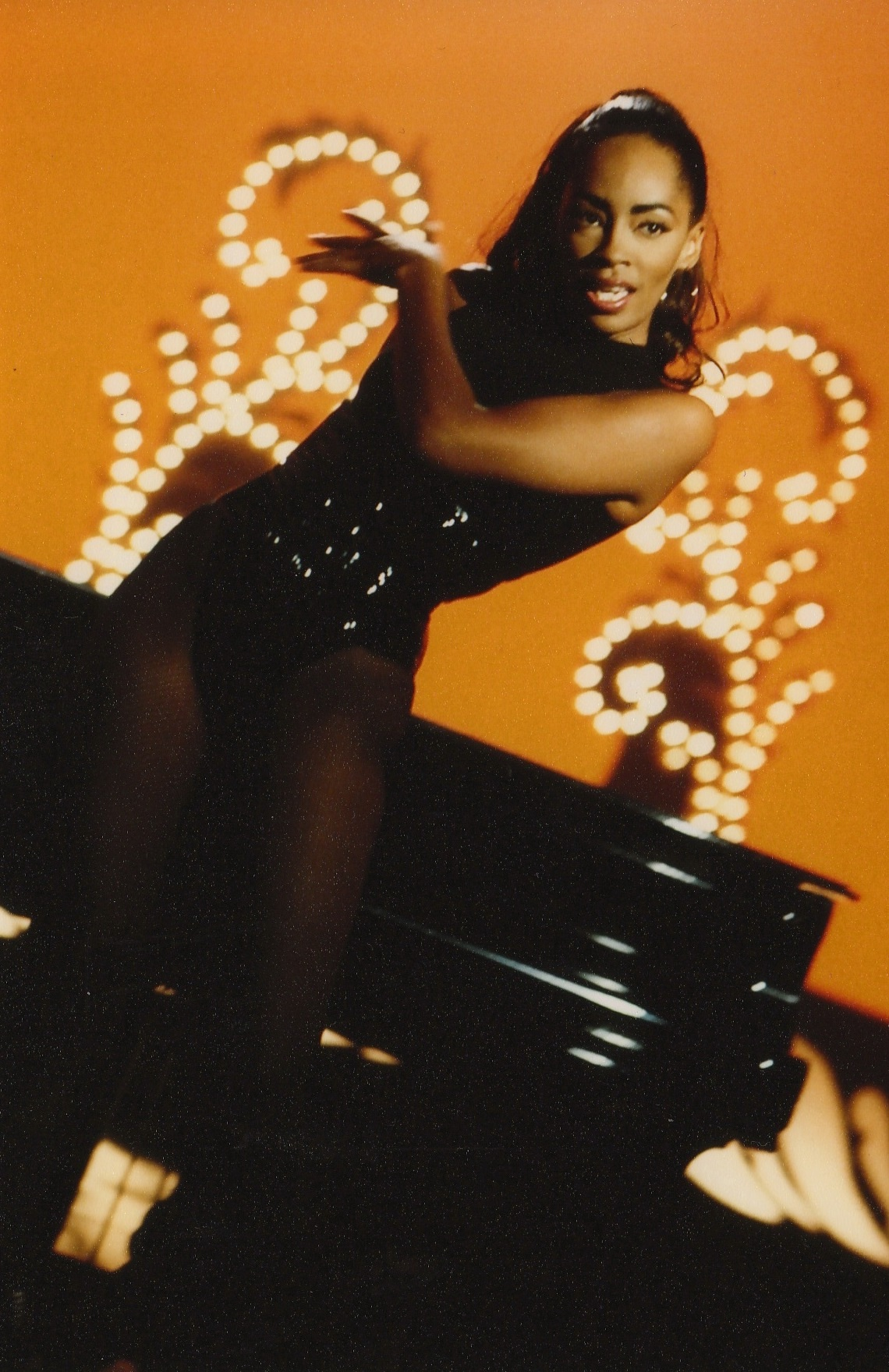
Watley under en musikvideoinspelning.

Jody Vanessa Watley, född 30 januari 1959, är en amerikansk sångare och dansare. Under 1970- och 1980-talet var hon en av medlemmarna i musikgruppen Shalamar som rönte stora framgångar, särskilt i Storbritannien. År 1987 lämnade Watley Shalamar och fortsatte därefter som soloartist med det självbetitlade debutalbumet som blev en försäljningssuccé. Följande år vann hon en Grammy Award i kategorin Best New Artist. Watley har sedan dess gett ut många fler album, där de mest framgångsrika blev Larger Than Life (1989), Affairs of the Heart (1991) och Intimacy (1993). Bland hennes mest noterbara musiksinglar hör titlarna "Looking for a New Love" (1987), "Still a Thrill" (1987), "Don't You Want Me" (1988), "Real Love" (1989), "Friends" (1989) och "Everything" (1989).
Watleys blandning av danspop och R&B gjorde henne till en frontfigur inom båda genrerna under 1980-talet. År 2008 hedrade Billboard henne med en Lifetime Achievment Award. I december 2021 rankade Billboard henne på plats 21 över de mest framgångsrika dansmusikartisterna någonsin. År 2017 erkände Black Music Honors henne för sina kommersiella framgångar och banbrytande influens.

## Diskografi
- Jody Watley (1987)
- Larger Than Life (1989)
- Affairs of the Heart (1991)
- Intimacy (1993)
- Affection (1995)
- Flower (1998)
- The Saturday Night Experience Volume 1 (1999)
- Midnight Lounge (2001)
- The Makeover (2006)